# Второе дыхание (фильм, 2007)
«Второе дыхание» (фр. Le Deuxième Souffle) — французский кинофильм 2007 года, криминальная драма, вторая экранизация одноимённого произведения Хосе Джованни. В главных ролях Даниэль Отей и Моника Беллуччи.

## Сюжет
Ремейк одноимённого триллера Жан-Пьера Мельвиля.
После побега из французской тюрьмы рецидивист Гюстав Менда собирается перебраться в Италию и начать там новую жизнь со своей возлюбленной. Но для этого нужны деньги, потому герой взялся за новое дело. При этом его преследует не только полиция, но и бывшие сообщники, уверенные в том, что он предатель.

## В ролях
| Актёр           | Роль              |
| --------------- | ----------------- |
| Даниэль Отей    | Гюстав Менда      |
| Моника Беллуччи | Симон «Мануш»     |
| Эрик Кантона    | Альбан            |
| Жак Дютрон      | Станислас Орлофф  |
| Даниэль Дюваль  | Вентура Риччи     |
| Жильбер Мелки   | Джо Риччи         |
| Николя Дювошель | Антуан            |
| Жак Боннаффе    | Паскаль           |
| Мишель Блан     | комиссар Бло      |
| Филипп Наон     | комиссар Фардиано |

## Награды
- В 2008 году фильм был номинирован на три премии Сезар: за лучшую операторскую работу, лучшие костюмы и декорации.

## Интересные факты
- Монике Беллуччи пришлось перекраситься в блондинку, чтобы лучше соответствовать образу «подруги гангстера».
- Данная экранизация практически полностью повторяет фильм 1966 года. Исключение составляет сцена ограбления инкассаторского броневика. В первом фильме (как и в романе) действие происходит на горной дороге. В этой киноверсии — на складах.